# Environnement en république démocratique du Congo
L'environnement en république démocratique du Congo  est l'environnement (ensemble des éléments - biotiques ou abiotiques - qui entourent un individu ou une espèce et dont certains contribuent directement à subvenir à ses besoins) du pays république démocratique du Congo.
En raison de sa grande superficie, de sa localisation au centre de l'Afrique, de ses énormes richesses naturelles et de son importante population, la république démocratique du Congo est l'un des « géants » de l'Afrique. 
L'ensemble forestier du bassin du Congo, à cheval sur la république démocratique du Congo et cinq autres pays, est le deuxième poumon vert de la planète. Il se compose de forêts tropicales. Le parc national des Virunga est la plus ancienne réserve naturelle d'Afrique, inaugurée en 1925. Le rythme de destruction des forêts primaires en République démocratique du Congo est jugé particulièrement inquiétant en 2019.

## La biodiversité en république démocratique du Congo

### Milieux, faune et flore

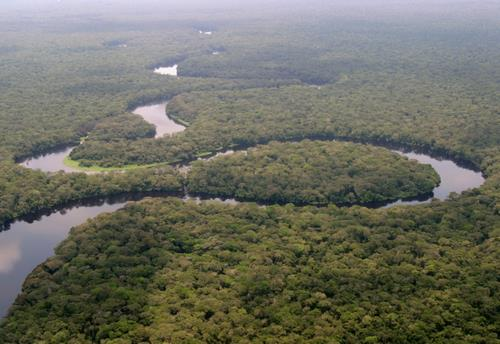
La rivière Lwilaka, parc national de Salonga.

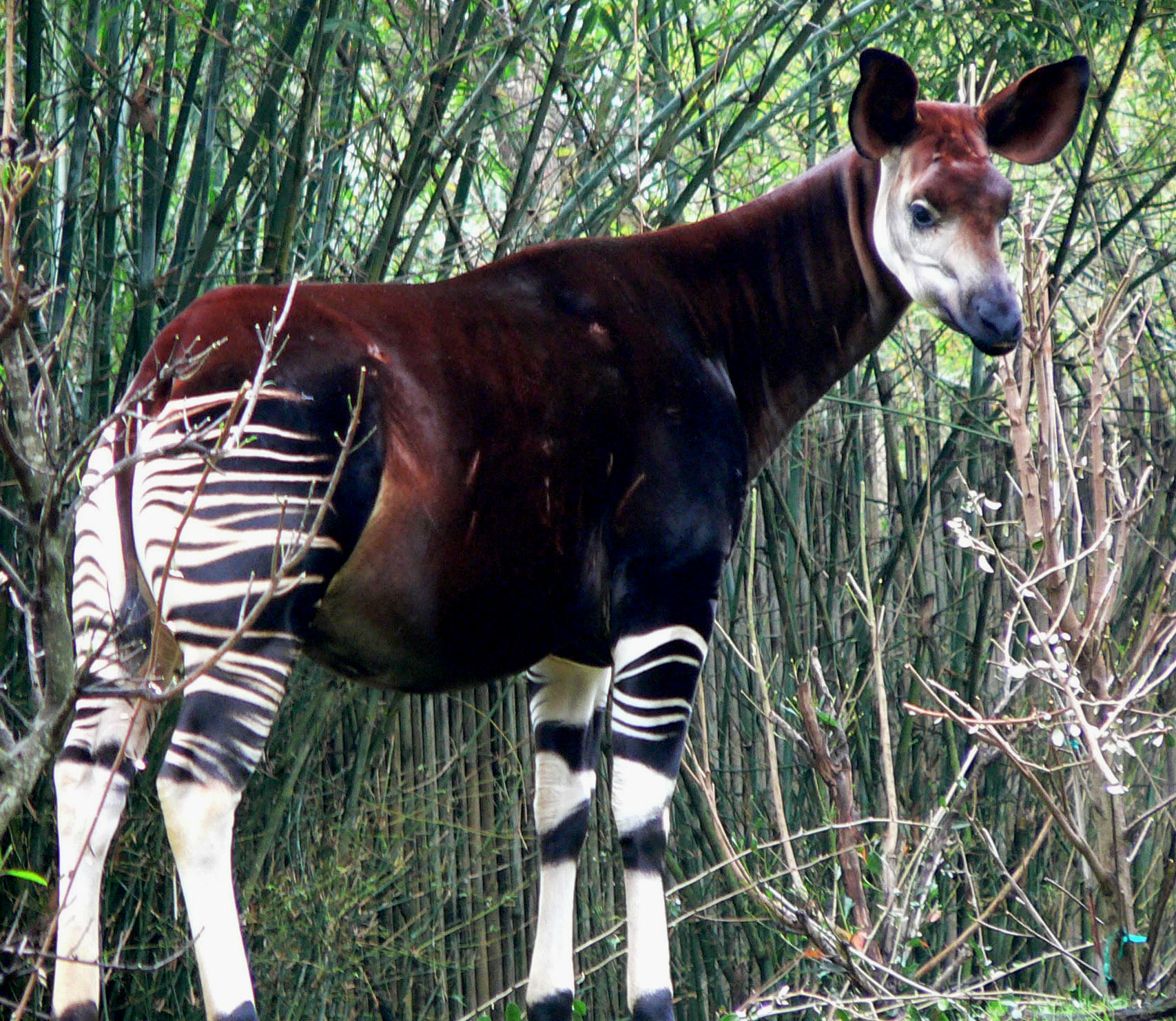
Okapi du Disney's Animal Kingdom

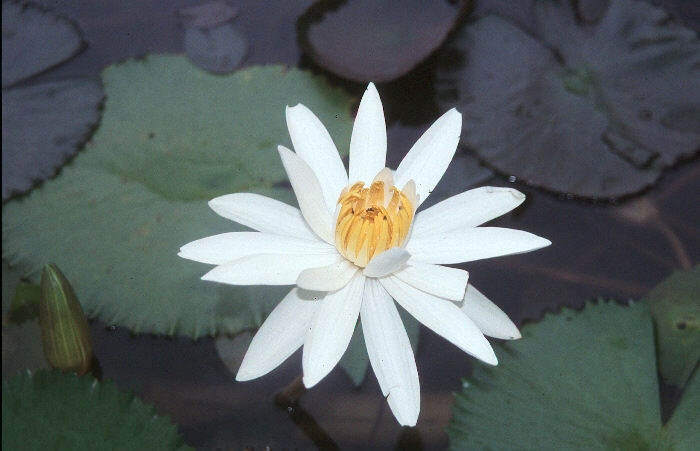
Nymphea lotus

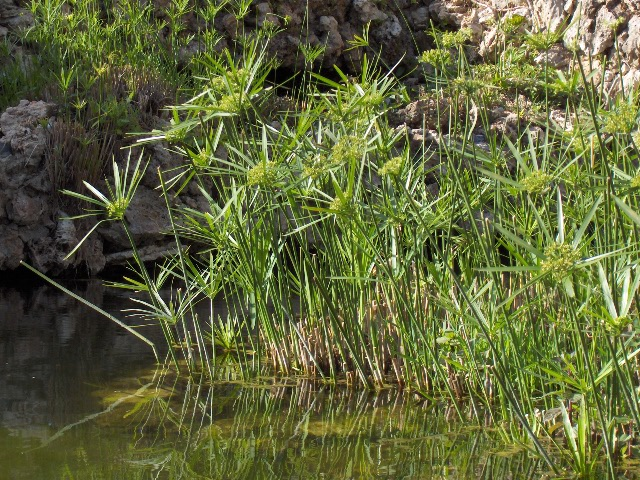
papyrus

#### Milieux

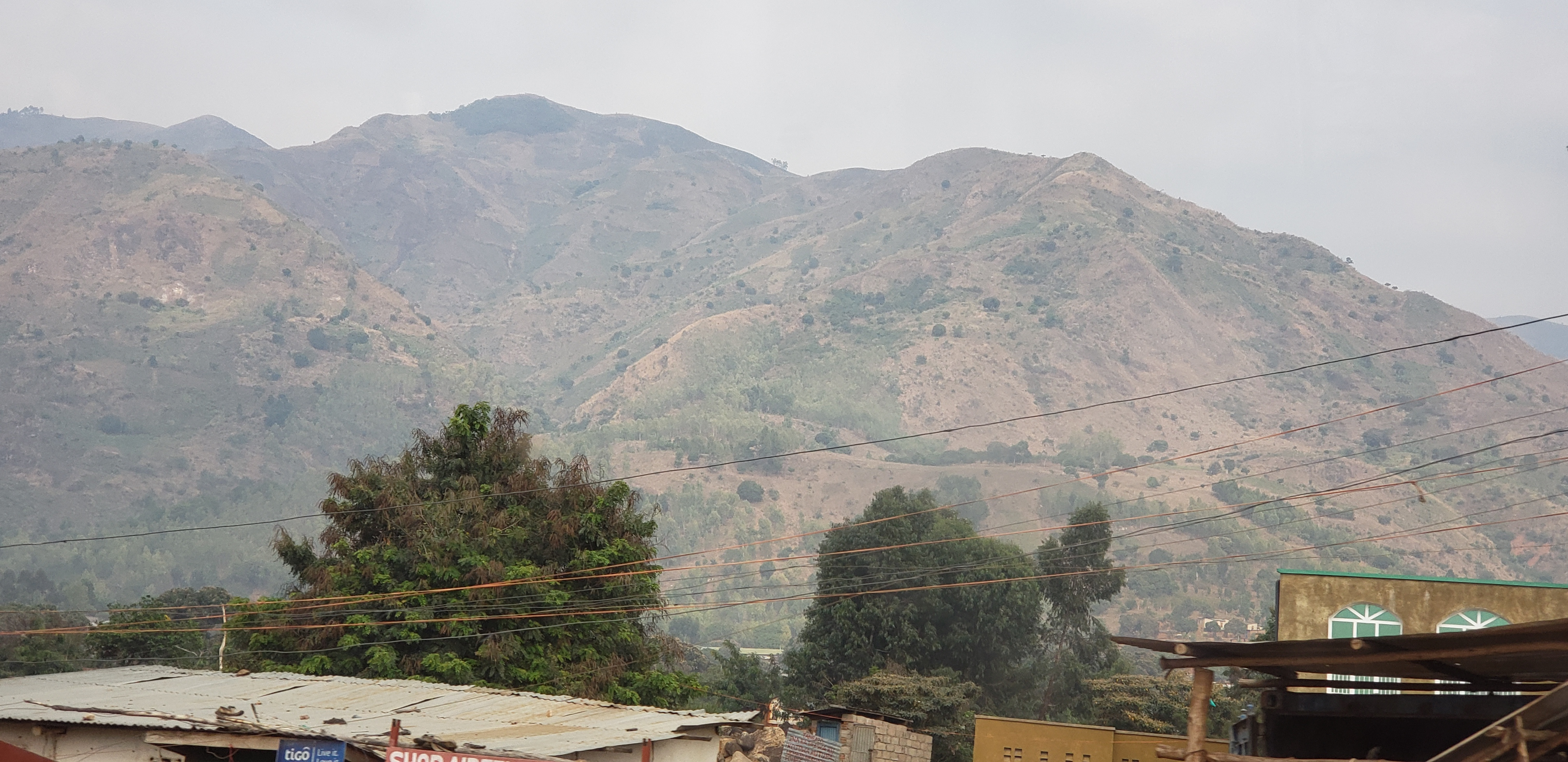
Chaîne montagneuse dans l'Est.

La république démocratique du Congo s'étend de l'océan Atlantique au plateau de l'Est et correspond à la majeure partie du bassin du fleuve Congo (deuxième fleuve au monde après l'Amazone). On observe 3 climats : le climat équatorial, le climat tropical et le climat de montagne. Le sol, le relief et le climat de la RDC déterminent les grandes zones végétales du pays: la forêt, la savane, la brousse et la végétation de montagnes. 
L'ensemble forestier du bassin du Congo, à cheval sur la république démocratique du Congo et cinq autres pays, est le deuxième poumon vert de la planète. Il se compose de forêts tropicales.
Le sud et le centre, domaine des savanes arborées, forment un haut plateau.
L’est du pays borde le Grand rift est-africain, domaine des montagnes, des collines, des Grands lacs mais aussi des volcans.
Cartes des caractéristiques géographiques de la RDC :

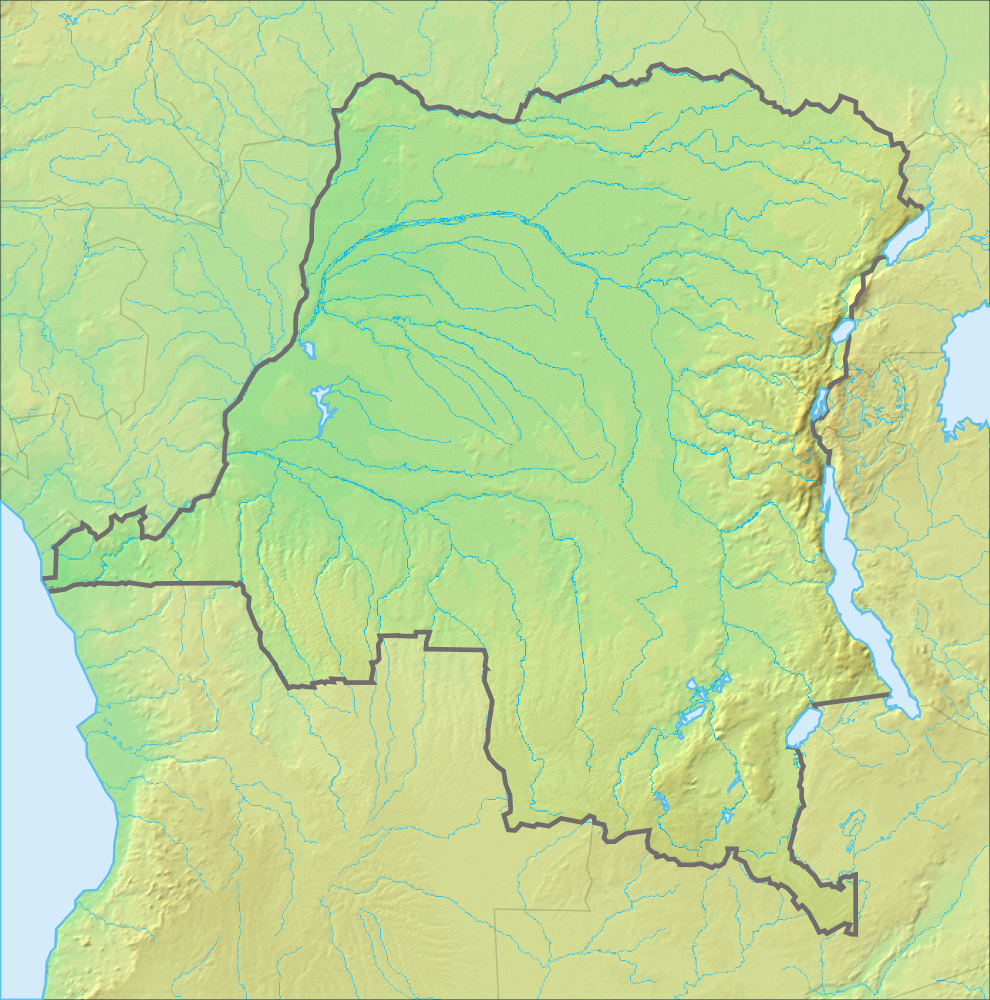
Le relief de la RDC
Le fleuve Congo et ses affluents
La végétation de la RDC
Les précipitations en RDC

De nombreux cours d'eau irriguent l'intégralité du territoire. Les principaux lacs de la république démocratique du Congo sont généralement répartis en trois groupes :
- Les lacs de plateaux (Moero, Tshangalele et Delcommune) ;
- Les lacs résiduels (Tumba, Mai-Ndombe) ;
- Les lacs de montagnes (Tanganyika, Kivu et Albert).

La plus grande tourbière tropicale, vieille de 11 000 ans, est située dans la cuvette centrale du bassin du Congo, à cheval entre le Congo-Brazzaville et la RDC. Sa superficie est d’environ 145 000 km2, et la profondeur de 2 à 6 mètres.

#### Faune et flore
La RD du Congo possède une importante diversité floristique et faunique. On compte plus de 4 000 espèces végétales indigènes.
On y trouve de nombreuses espèces de mammifères dont des espèces au territoire restreint telles que le Gorille de montagne, le Gorille de plaine, le Bonobo ou chimpanzé nain, l'Okapi, le Rhinocéros blanc du Nord, le Paon congolais.
On compte 1 107 espèces d'oiseaux connues en 2019.
Le pays compte également de nombreuses espèces de batraciens et de reptiles. La faune ichtyologique est représentée par une quarantaine de familles de poissons regroupant environ 1 000 espèces, dont environ 80 % vivent dans le système fluvial et le reste dans les lacs de l'Est.
Parmi les nombreux insectes, certains moustiques sont vecteurs du paludisme, qui fait des ravages dans le pays.

### Territoires protégés

Parcs de la RDC

Les zones de conservation comprennent 11 % de l'aire du pays (2014).
Le parc national des Virunga (PNVi), dans l'est de la République démocratique du Congo, situé à la frontière avec le Rwanda et l'Ouganda, s'étend sur 7 800 km2 dans la province du Nord-Kivu. Plus ancienne réserve naturelle d'Afrique inaugurée en 1925, le parc des Virunga est un sanctuaire des très rares gorilles de montagne, avec une population estimée à 350 individus au sein du parc. Le Parc compte, en 2020, 700 rangers. Dans cette région du Kivu déstabilisée par la violence des groupes armés depuis un quart de siècle, 176 ont été tués en 20 ans. En avril 2020, une embuscade fait 17 morts dont 12 gardes.
Quelques images de la faune et la flore congolaises au sein des Parcs nationaux :

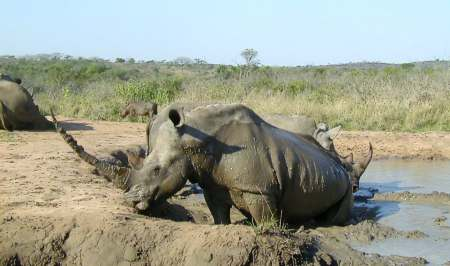
Parc national de la Garamba
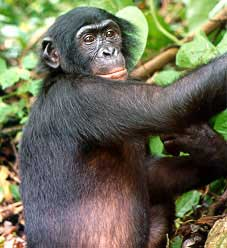
Parc national de la Salonga
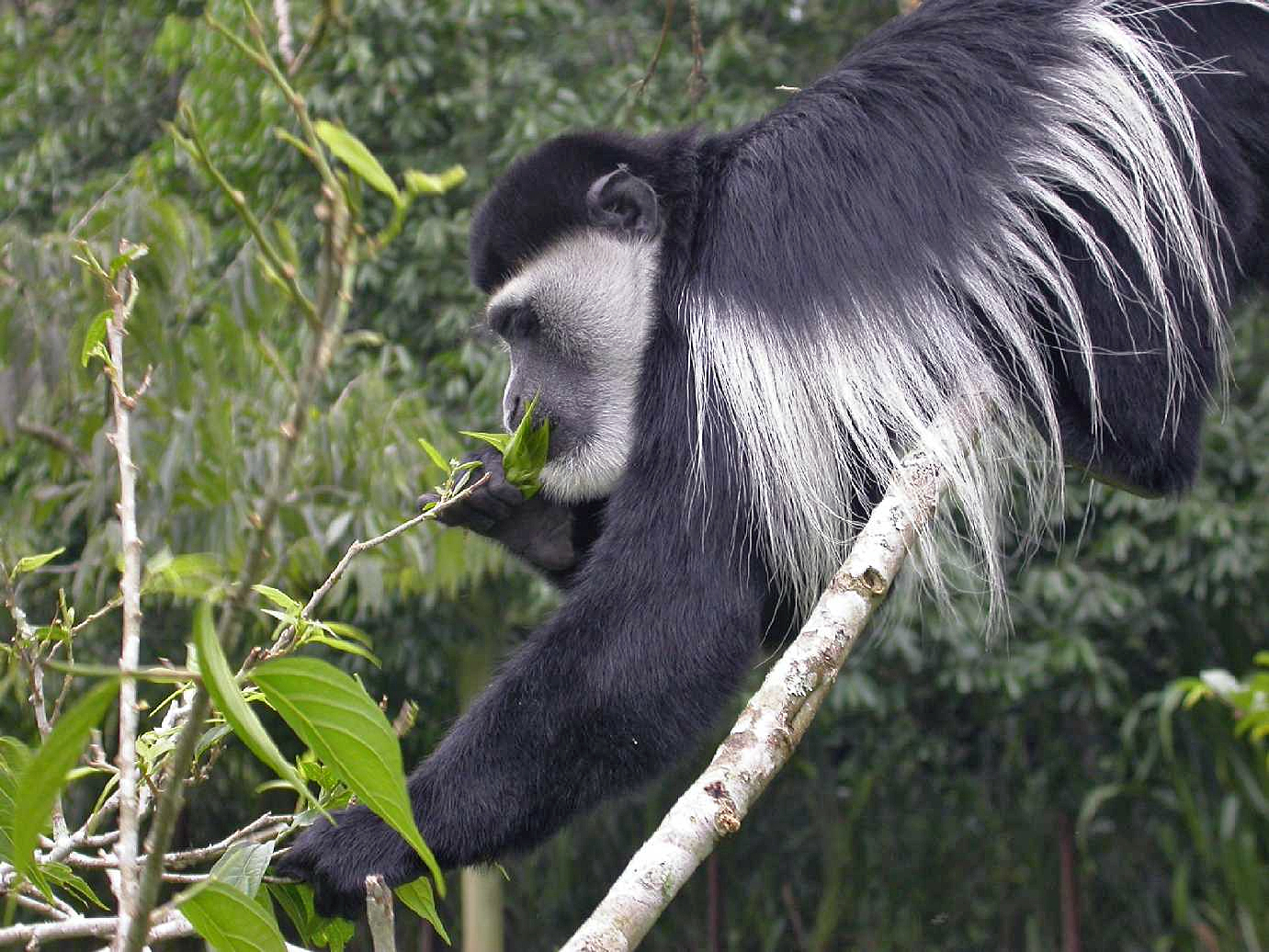
Parc national de Kahuzi-Biega

## Impacts sur les milieux naturels

### Activités humaines

#### Déforestation

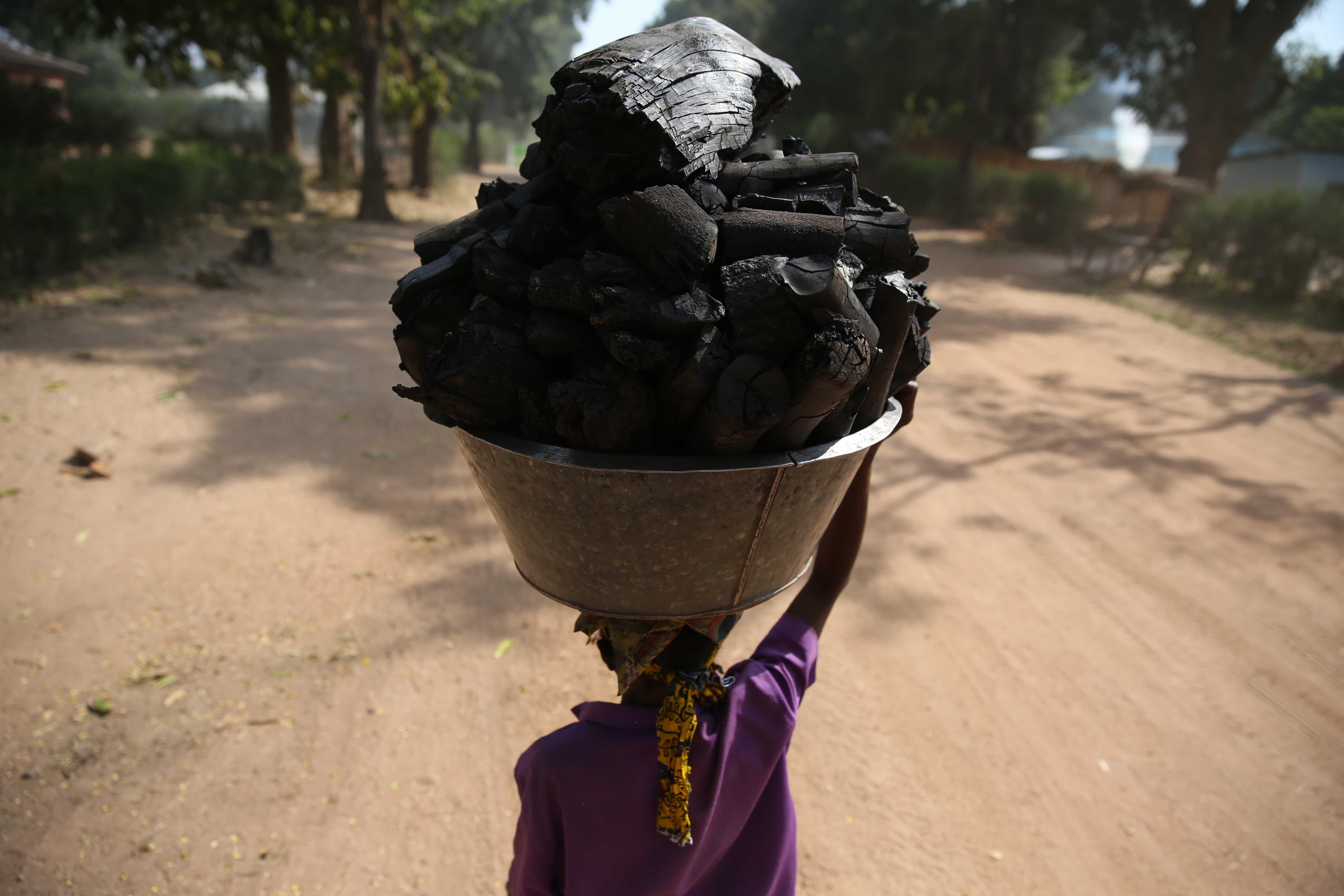
Une femme transporte du charbon de bois à Manono, au Katanga.

L'extraction de cuivre, de cobalt et de diamants menace la forêt.
La forêt humide est menacée par des projets d'hydroélectricité.
Selon un rapport de 2015 de l'ONG Global Witness, les sociétés d’exploitation forestière au Congo ne respectent absolument pas les lois internationales du commerce du bois.
Le rythme de destruction des forêts primaires en République démocratique du Congo est jugé particulièrement inquiétant en 2019. En 2022, la déforestation continue, la République démocratique du Congo faisant partie en valeur absolue des pays où la superficie déforestée a été la plus importante - avec l’Indonésie, la Bolivie et le Brésil.

#### Bois exporté illégalement
Aucune donnée officielle précise et récente ne permet d’indiquer le volume exact de bois exporté illégalement par la République démocratique du Congo (RDC). Cependant, plusieurs rapports d’ONG et d’organismes internationaux permettent d’estimer l’ampleur du phénomène et de donner quelques ordres de grandeur.
- Selon un rapport de Global Witness de juin 2015, les entreprises d'exploitation industrielle étrangères abattent environ 113 000 tonnes métriques de bois d’œuvre par an en RDC, pour une valeur estimée à 95 millions de dollars US. Ce chiffre concerne l’ensemble de l’exploitation industrielle, qui est en grande partie entachée d’illégalités selon les experts[10].
- Un autre rapport de Global Witness de 2023 révèle qu'une seule entreprise chinoise, Congo King Baisheng Forestry Development (CKBFD), a exporté pour plus de 5 millions de dollars de bois illégal vers la Chine en seulement six mois (juin à décembre 2022)[11].
- Les exportations illégales concernent aussi bien les grumes (troncs bruts) que le bois scié, et les destinations principales sont la Chine[12] , l’Europe et les pays voisins comme l'Ouganda[13].
- Les exportations illégales de bois en RDC sont massives, touchant aussi bien l’exploitation artisanale qu'industrielle[10].

#### Guerre et tourisme
Les combats et expulsions de la deuxième guerre du Congo ont eu des conséquences sur la nature et l'occupation des sols du pays.
Stoppé par les guerres, le tourisme est une activité dont le développement est un axe de travail du gouvernement.

#### Agriculture
L’agriculture reste le principal secteur de l’économie. Les principales ressources agricoles sont le café, le bois (afromosia, ébène, wengé, iroko, sapelli, sipro, tiama, tola, kambala, lifaki…) et le caoutchouc.
La RD Congo compte parmi les pays africains avec le plus grand accaparement des terres.
La RD Congo compte également parmi les pays du monde avec le plus grand accaparement de l’eau.
La plupart des communautés congolaises font de l’agriculture itinérante sur brûlis.

#### Chasse et pêche
60 % des éléphants du bassin du Congo ont été tués dans les 10 dernières années (années 2000 / 2010).

#### Industries
Les grandes villes comptent des industries alimentaire, textile, chimique, de montage et des chantiers navals.

#### Transports
Le transport en République démocratique du Congo n'est pas à son bon point, moins de 20 % de la route nationale (N1) reliant les deux bouts du pays est asphalté. Les voyages par voie routière sont presque un suicide sur certains trajets. Ce qui ralentit à un certain niveau le développement des secteurs économiques tels que l'agriculture, la pêche, le tourisme etc.

### Pressions sur les ressources

#### Énergies renouvelables
Le gouvernement et la Société financière internationale ont signé un accord pour la mise en place de micro centrales solaires. La RDC a été choisie comme « pays pilote » d’un programme sur le sujet. Près de 400 millions de dollars seront débloqués par le groupe de la Banque mondiale. Les villes de Mbuji-Mayi et Kananga dans la région du Kasaï seront les premières entités bénéficiaires de l’énergie solaire photovoltaïque de ce projet dans le pays. 

#### Pression sur les ressources non renouvelables

##### Minerais

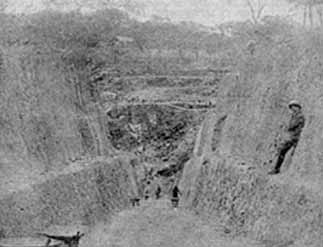
La mine de Shinkolobwe

L’exploitation des ressources naturelles, importantes (diamants, cuivre, zinc, coltan...), a un impact en matière environnementale, mais joue également sur la stabilité économique et géopolitique du pays. En 2022, la République démocratique du Congo produit près de 70 % de la demande mondiale en cobalt, un minerai utilisé pour augmenter la capacité de stockage des batteries électriques.
Par ailleurs, environ 40 000 enfants travaillent sans protection et dans des conditions extrêmes de pénibilité dans le secteur informel des mines de cuivre et cobalt qui s'est chaotiquement développé depuis les années 1990, au profit de revendeurs et de compagnies privées, sans respect du code minier ou du droit international du travail.
La république démocratique du Congo détiendrait 10 % des réserves mondiales connues d'or. Exploité dans des mines à ciel ouvert comme près de Mongbwalu, le minerai est l'objet de tous les trafics. Randgold Resources, une société sud-africaine, vient de lancer[Quand ?] la construction d'une des plus grandes mines d'or d'Afrique dans la même région.
Voici une liste des ressources minières par province :
- diamant : Kasaï Oriental, Kasaï Occidental, Bandundu, Équateur, Province Orientale.
- or : Province Orientale, Maniema, Katanga, Bas-Congo, Nord-Kivu, Sud-Kivu, Équateur.
- cuivre : Katanga.
- Étain : Katanga, Nord-Kivu, Sud-Kivu, Maniema.
- Colombo tantalite (coltan) : Nord-Kivu, Sud-Kivu, Katanga, Maniema.
- Bauxite : Bas-Congo.
- Fer : Banalia, Katanga, Luebo, Kasaï-Oriental.
- Manganèse : Katanga, Bas-Congo.
- cobalt : Katanga. Les sous-sols de la région du Katanga, au sud de la RDC, recèleraient 3,4 millions de tonnes du minerai, soit près de la moitié des réserves planétaires, et 70 % de la production mondiale. Depuis une décennie, la Chine a racheté la quasi-totalité des mines de cobalt du pays

##### Énergies fossiles
L'extraction de ces ressources, fossiles, contribue au dérèglement climatique. Elles sont ici indiquées par province :
- Charbon : Katanga.
- Pétrole : Bassin côtier de Moanda (en exploitation), la Cuvette Centrale, Ituri, Bandundu (indices)
- Gaz méthane : Lac Kivu
- Schistes bitumeux : Mvuzi (dans le Bas-Congo)

### Pollutions

#### Les émissions de gaz à effet de serre (GES)
La tourbière tropicale du bassin du Congo stocke environ 30 milliards de tonnes de carbone, l’équivalent de vingt années des émissions des États-Unis liées aux énergies fossiles ou autant que l’ensemble des forêts du bassin du Congo.

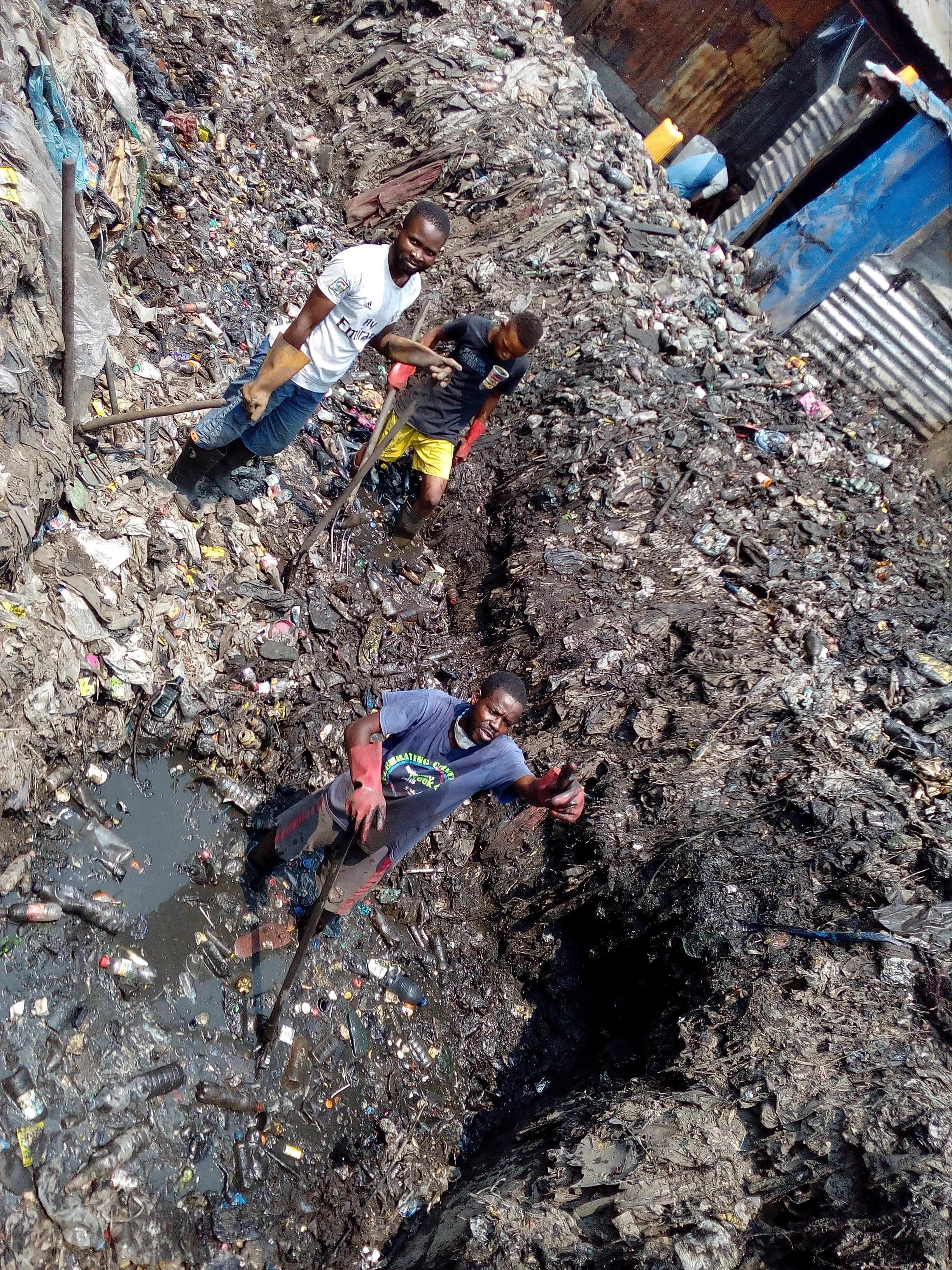
Débouchage d'un caniveau à Limete.

#### La pollution de l'air
La qualité de l’air en RDC pâtit de l’exploitation minière, surtout dans le sud. Dans les grandes villes, la pollution est amplifiée par la circulation de vieux véhicules (souvent plus de dix ans) peu écologiques. Leur importation, interdite depuis 2012, est de nouveau autorisée depuis 2017.

#### La pollution de l'eau
En août 2021, il a été constaté le déversement important de substances toxiques en provenance de mines de diamants angolaises dans les affluents des fleuves de la RDC. Les rejets, qui ont donné une couleur rougeâtre aux affluents du fleuve Congo sur des centaines de kilomètres, auraient tué au moins 12 personnes en RDC.   Les analyses d’images satellitaires indiquent que les rejets proviennent de la mine de diamants de Catoca dans la province angolaise de Lunda Sul.

#### La gestion des déchets
Un habitant d'Afrique sub-aharienne génère en moyenne 165 kg de déchets par an et par habitants en 2023 (soit nettement moins que dans les pays plus riches).
Les quelque 10 millions d’habitants de Kinshasa produisent chaque jour 7 000 tonnes de déchets, soit près de 260 kilos par habitant chaque année. La capitale a lancé, avec l'aide de l'Union Européenne, un programme de lutte contre l’insalubrité, comprenant l'inauguration d'une usine de traitement des déchets plastiques (compactage) en 2015, et l'installation de 61 stations à ordures. Une partie des déchets sont enfouis dans la décharge de Mpasa, à l'extérieur de la ville.
En 2017, la principale artère fluviale de Kinshasa est recouverte d’une épaisse couche de déchets, constituée pour l’essentiel de bouteilles en plastique. Les déchets proviennent de l'espace public et sont emportés par les fortes pluies.

### Impacts de l'urbanisation

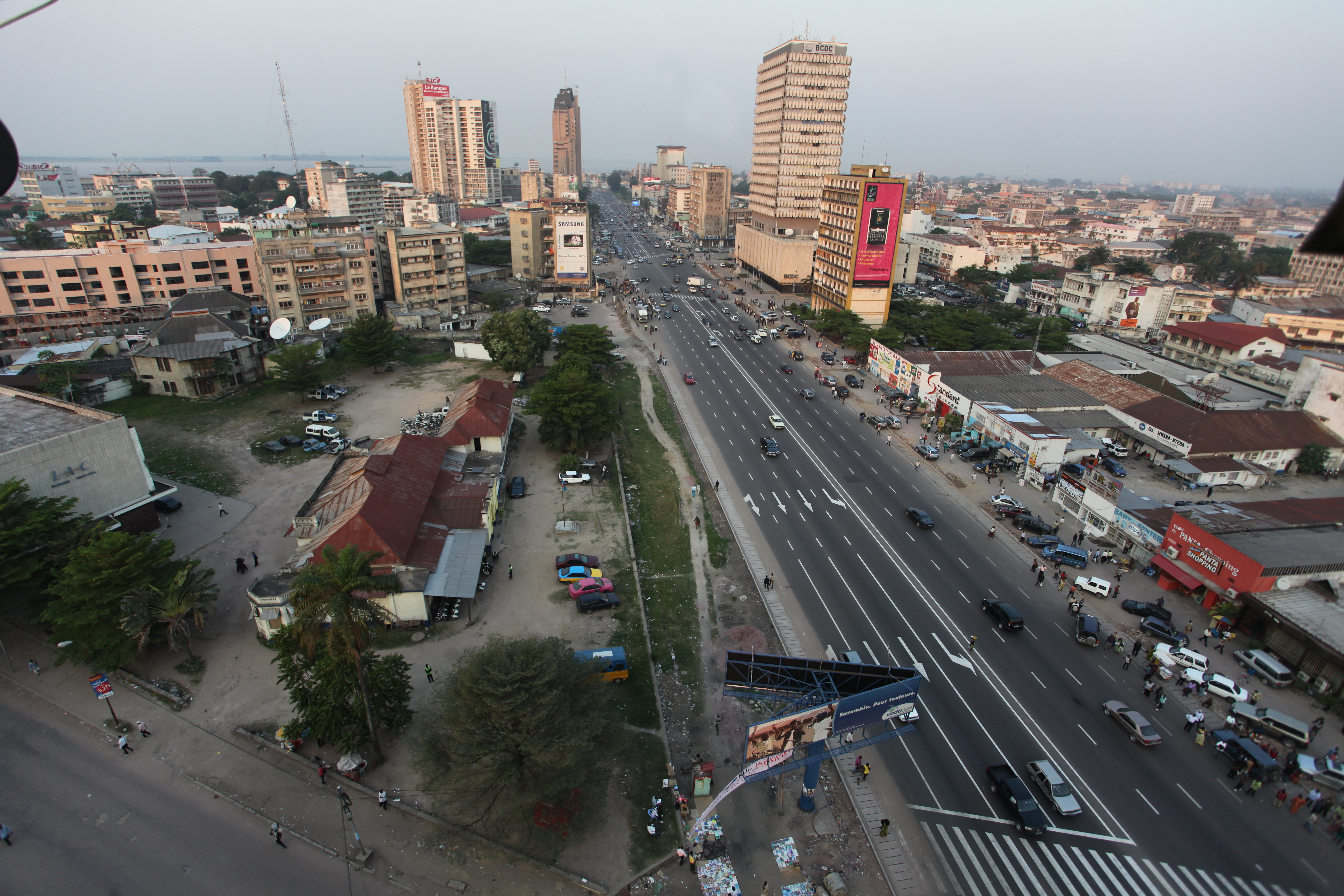
Le boulevard du 30 juin, Kinshasa

Avec ses 105 millions d'habitants, la République démocratique du Congo est désormais - en 2023 - le quatrième pays d'Afrique le plus peuplé. Et sa croissance est très rapide.
La capitale, Kinshasa, comptait plus de 12 millions d'habitants en 2016. Elle pourrait devenir la plus grande cité humaine du monde au cours du XXIe siècle.
En dehors des 26 chefs-lieux des provinces, la république démocratique du Congo compte 9 villes socio-économiques[réf. nécessaire] :
Baraka, Bandundu, Beni, Boma, Butembo, Likasi, Mwene-Ditu, Uvira et Zongo.

## L'exposition aux risques

### Inondations

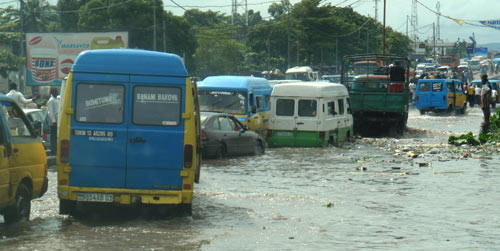
Inondation après la pluie à Kinshasa

Kinshasa, au réseau hydrographique dense, connait des inondations pendant la période des fortes pluies.

### Incendies
La culture sur brûlis, ainsi que la chasse dans les savanes par des techniques traditionnelles pour attraper le gibier, et l'oubli de feux de camp, mène à des incendies de forêt ou de savane.

### Dérèglement climatique
Une forte chaleur accablante, une certaine irrégularité au niveau des alternances de saison se font déjà jour.

### Séismes
De manière générale, la république démocratique du Congo ne court pas le risque de séisme, sauf à l’est où le séisme frappe quelquefois. Le risque y est très moyen. Le séisme le plus récent est celui du 5 novembre 2005 qui s’est produit dans le Lac Tanganyika de magnitude 6,8.